# 柯氏蛙鳚
柯氏蛙鳚（學名：Istiblennius colei），又稱柯氏動齒鳚，為輻鰭魚綱鳚形目䲁科蛙䲁屬的一種，分布於西太平洋菲律賓庫利昂島和班乃島海域，深度可達2公尺，本魚體延長形，稍側扁，頭鈍短，雄魚頭頂具冠膜，雌魚無，無頸鬚，上下唇平滑，無犬齒，背鰭具缺刻，背鰭與尾柄相連，臀鰭不與尾柄相連，雄魚冠膜冠均勻暗淡或佈滿暗淡的斑點或顆粒狀蠕蟲狀物，頭部的其餘部分幾乎均勻地呈暗色，在鰓蓋上有細小的暗色斑點，背鰭硬棘13-15枚、背鰭軟條18-20枚、臀鰭硬棘2枚，臀鰭軟條19-21枚，體長可達11.8公分，棲息於沿岸潮間帶礁石潮池，遇到危險時會以一進一退的方式在潮池間跳躍，雌魚產附著性卵，雄魚有護卵行為，生活習性不明。